# Leucania labeculis
Leucania labeculis là một loài bướm đêm trong họ Noctuidae.